# San Pedro Zacapa
San Pedro Zacapa is een gemeente (gemeentecode 1623) in het departement Santa Bárbara in Honduras.

## Naamgeving
De eerste inwoners kwamen rond 1780 uit Zacapa in Guatemala. Zij noemden het dorp eerst Cacat Atl. Vertaald uit het Nahuatl betekent dit: "tussen de rivieren". Het dorp ligt namelijk aan de rivier Zacapa, en tussen de beken Zunzucuapa en Guajiniquil. Later werd het dorp San Pedro Zacapa genoemd, naar de rivier. Het woord Zapaca kan worden vertaald als: "in het water van het kruid."

## Dorp
In het centrale dorp is de koloniale sfeer nog terug te vinden. Er is telefoon, drinkwater, riool en elektriciteit. Er zijn twee basisscholen, een publiek en een privaat, en een publieke middelbare school. Verder is er een gezondheidscentrum. Sinds 11 juni 2006 is er mobiele telefonie.
Vroeger was er een waterkrachtcentrale in de rivier Zacapa. Deze werd gebruikt om de mijn van El Mochito van elektriciteit te voorzien. Toen de mijn verkocht werd, werd de centrale echter verlaten.

## Thermale bronnen

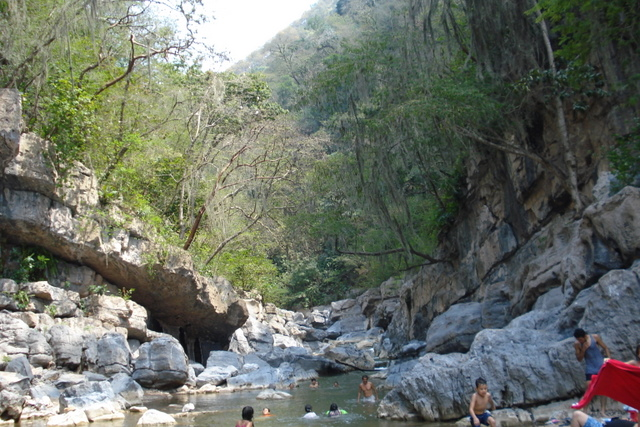
Thermale bronnen van Azacualpa

Bij het dorp Azacualpa bevindt zich een inactieve vulkaan, de Cerro Cargamón. Aan de voet van deze vulkaan zijn enkele warmwaterbronnen. Deze bronnen worden door toeristen bezocht.

## Bevolking
De bevolking is als volgt verdeeld:
| Vrouwen | 5263 | 48,8% |
| Mannen  | 5527 | 51,2% |

## Dorpen
De gemeente bestaat uit tien dorpen (aldea), waarvan het grootste qua inwoneraantal: San Pedro Zacapa  (code 162301).
- San Pedro Zacapa
- Agua Caliente
- Azacualpa
- Canculuncos
- El Mogote
- El Ocote
- Horconcitos
- La Boquita
- Mojarras
- San Antonio de Chuchepeque